# Eccellenza Puglia 2004-2005
Il campionato italiano di calcio di Eccellenza regionale 2004-2005 è stato il quattordicesimo organizzato in Italia. Rappresenta il sesto livello del calcio italiano.

## Aggiornamenti
L'Unione Sportiva Victoria di Bari si è fusa con il Calcio Locorotondo, dando l'"Associazione Sportiva Dilettantistica Victoria Locorotondo".